# Baham (estrella)
Baham o Biham (θ Pegasi / θ Peg / 26 Pegasi / HD 210418) es una estrella en la constelación de Pegaso de magnitud aparente +3,50.
De acuerdo al astrónomo persa del siglo X Abd Al-Rahman Al Sufi, formaba —junto a ν Pegasi— Sa'd al Bahaim, «la buena suerte de las Dos Bestias»; Al Achsasi añade la brillante Homam (ζ Pegasi) dentro del grupo.
Situada a 92 años luz de distancia del sistema solar, Baham es una estrella blanca de la secuencia principal de tipo espectral A1V. Con una temperatura efectiva de 8570 K, gira deprisa sobre sí misma, con una velocidad de rotación de al menos 144 km/s, unas 70 veces mayor que la del Sol. Tiene un diámetro unas 2,2 veces más grande que el diámetro solar.
Tiene una masa de 2,1 masas solares y una edad estimada de 450 millones de años.
Baham tiene una metalicidad inferior a la solar, con una abundancia relativa de hierro equivalente al 40% de la del Sol.
Es considerada una estrella Lambda Bootis; éstas son estrellas con líneas metálicas débiles que muestran una carencia de ciertos elementos pesados con la clara excepción de carbono, nitrógeno, oxígeno y azufre.
Asimismo, parece tener una compañera cercana, detectada por el desplazamiento Doppler de sus líneas espectrales.
A diferencia de otras estrellas semejantes —como Vega (α Lyrae) o Denébola (β Leonis)—, Baham no presenta un exceso infrarrojo indicativo de la presencia de un disco circunestelar de polvo.